# Estádio Gürsel Aksel
O Estádio Gürsel Aksel, nome informal pelo qual é conhecido o Centro de Esportes e Bem-Estar Gürsel Aksel (em turco, Gürsel Aksel Spor ve Sağlıklı Yaşam Merkezi), é um estádio multiuso recém-construído localizado em Konak, distrito de Esmirna, na Turquia. Inaugurado em 2020, possui capacidade para receber até 20 035 espectadores. É atualmente a casa onde o tradicional Göztepe manda seus jogos oficiais por competições nacionais.

## Homenagem
O nome do estádio rende homenagem à Gürsel Aksel (Uzunköprü, 10 de maio de 1937 – Rize, 13 de outubro de 1978) , ex-futebolista turco e ídolo do Göztepe, clube pelo qual ficou durante quase toda a sua carreira profissional como atacante, desde sua juventude até depois de sua aposentadoria dos gramados, tendo trabalhado também como treinador do clube durante um breve período, já que faleceu precocemente aos 41 anos vítima de uma explosão em um posto de gasolina na cidade de Rize. Quando jogador, recebeu da torcida o apelido de Koca Kaptanı (em português, Grande Capitão). Pelos aurirrubros, disputou um total de 390 jogos oficiais entre 1955 e 1972, marcando ao todo 81 gols (média de 0,21 gol por jogo).

## Histórico
Embora a maioria dos novos estádios do país estejam sendo construídos regiões afastadas dos principais centros urbanos, no caso do Estádio Gürsel Aksel, sua localização na região central de Esmirna é simbólica para seus torcedores. Dessa forma, diante das restrições de espaço existentes na cidade e contando com um terreno de apenas 34.600 m² (incluindo-se até mesmo a praça pública situada em frente ao estádio, onde é comum observar concentrações de torcedores em dias de jogos), a construção de um novo estádio para 20.000 espectadores foi anunciada em 2017 após o clube firmar um convênio com o Ministério da Habitação da Turquia.

## Infraestrutura
Para atender a todos as finalidades propostas no projeto original da obra e suprir a demanda dos torcedores por vagas de estacionamento, o campo foi elevado em 67 metros acima do nível da rua de modo a poder abrigar um grande estacionamento coberto no subsolo do estádio com capacidade para abrigar mais de 500 veículos.
O acesso do público ao gramado do estádio encontra-se no mesmo andar do saguão público, o que significa que a maioria dos torcedores (com exceção daqueles que se acomodarem pela arquibancada principal) conseguem chegar aos seus assentos sem a necessidade de percorrem longas distâncias por corredores e escadas (são 26 ao todo, espalhadas pelos demais andares). O estádio conta com 41 camarotes ao todo, espalhados pelo segundo andar do estádio.
Os dois anexos externos conectados diretamente às dependências do estádio (local onde se encontra a sede administrativa e o museu histórico do clube) diferem no revestimento externo. A fachada dos escritórios e do museu são totalmente envidraçadas, enquanto o próprio estádio é coberto por cortinas rítmicas não-reflexivas. A textura é importante porque sua natureza não-reflexiva protege os especatdores acomodados da ala oeste dos reflexos solares que ali incidem diretamente. Nas demais alas, uma rede se estende entre as cortinas, garantindo a ventilação do estádio e de seu saguão público.
A característica mais peculiar do estádio é o fato de que até o telhado de 16.600 m² (dos quais 5.250 m² são transparentes) pode ser fechado e convertido em uma área de lazer arborizada. Elevadores e escadas conduzem os moradores a uma passarela de 650 metros que circunda o estádio. A passarela está aberta ao público, exceto em dias de jogos. É considerada uma forma de dar aos residentes algum espaço para respirar no espesso tecido urbano de Esmirna, bem acima das ruas barulhentas e logo acima dos telhados de outros edifícios, a 30 metros de altura.